# Hantos, Fejér
Hantos  este un sat în districtul Sárbogárd, județul Fejér, Ungaria, având o populație de 997 de locuitori (2011). 

## Demografie
Componența etnică a satului Hantos
     Maghiari (99,67%)
     Necunoscut (0,33%)
     Alții (0,33%)
Componența confesională a satului Hantos
     Romano-catolici (55,27%)
     Fără religie (16,25%)
     Reformați (9,13%)
     Necunoscută (17,75%)
     Alte religii (2,71%)
Conform recensământului din 2011, satul Hantos avea 997 de locuitori. Din punct de vedere etnic, majoritatea locuitorilor (99,67%) erau maghiari. Apartenența etnică nu este cunoscută în cazul a 0,33% din locuitori.  Din punct de vedere confesional, majoritatea locuitorilor (55,27%) erau romano-catolici, existând și minorități de persoane fără religie (16,25%) și reformați (9,13%). Pentru 17,75% din locuitori nu este cunoscută apartenența confesională.